# Silverhagtorn
Crataegus tanacetifolia är en rosväxtart som först beskrevs av Jean Louis Marie Poiret, och fick sitt nu gällande namn av Christiaan Hendrik Persoon. Crataegus tanacetifolia ingår i Hagtornssläktet som ingår i familjen rosväxter. Inga underarter finns listade i Catalogue of Life.

## Bildgalleri

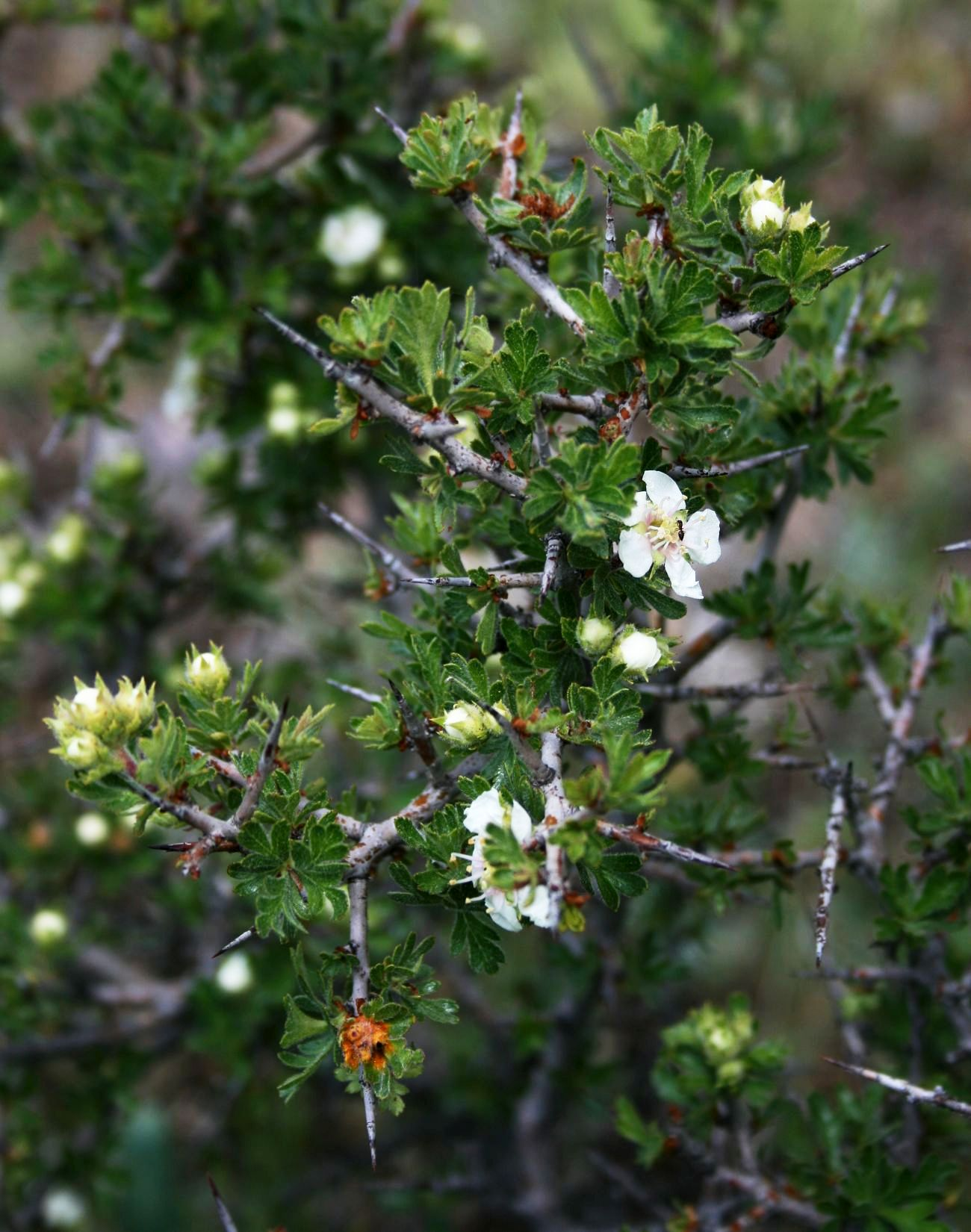
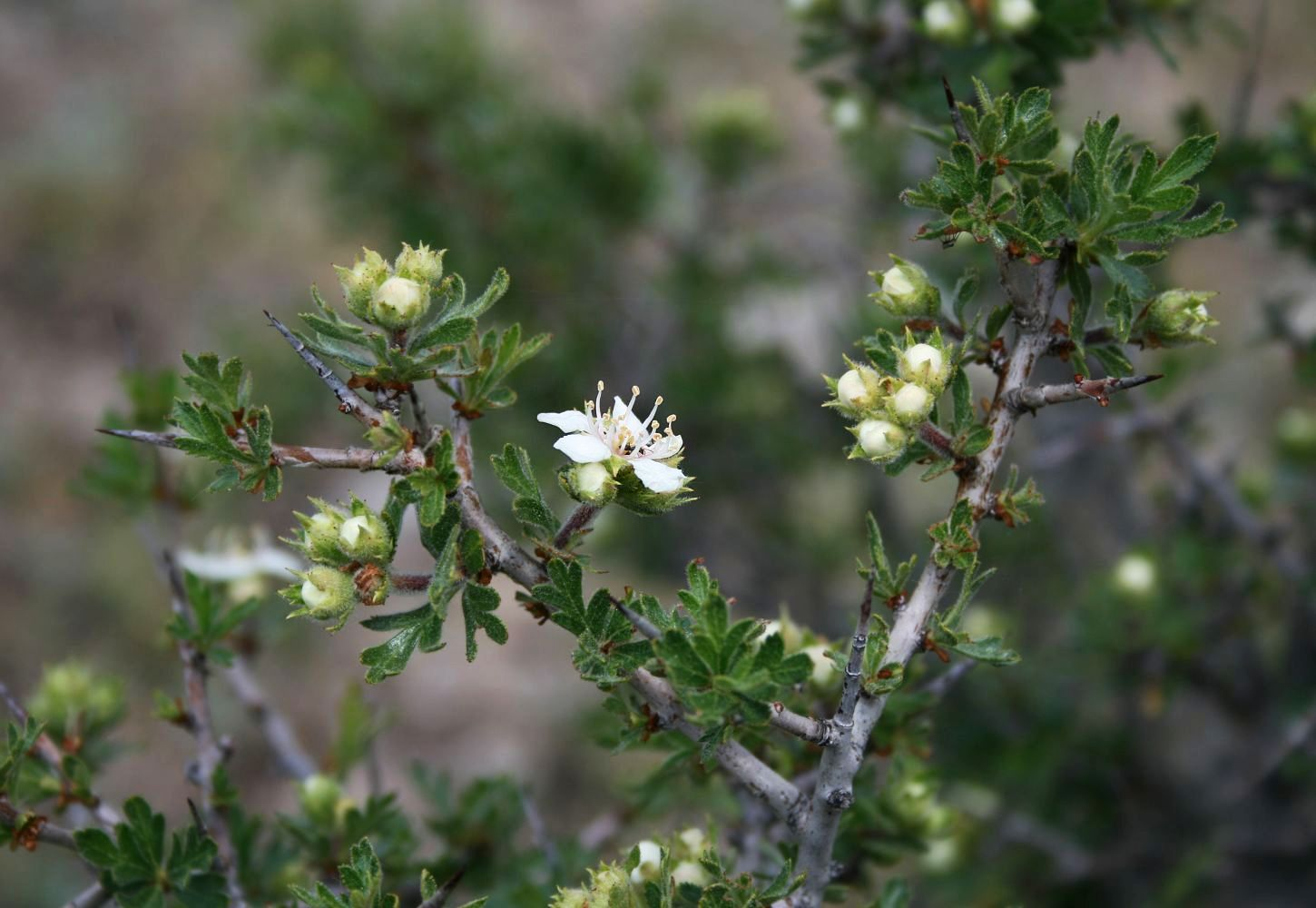